# グラン・サッソ

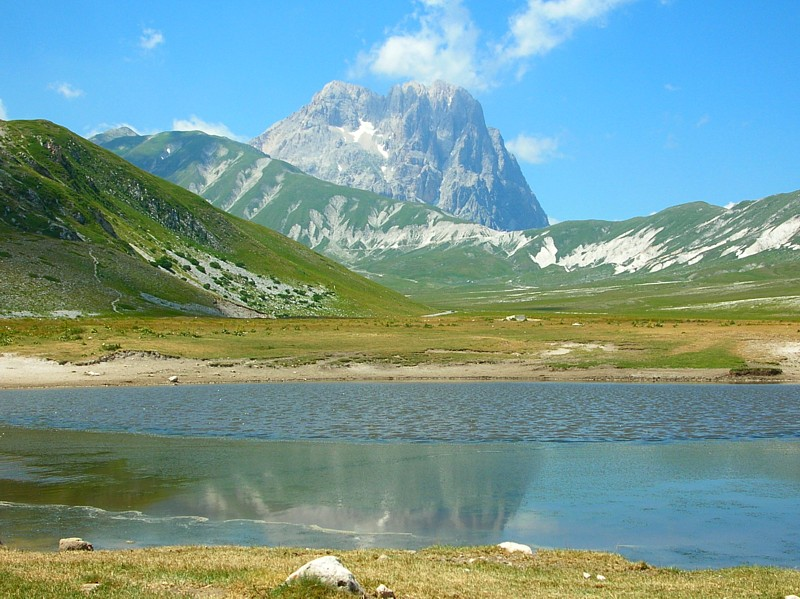
グラン・サッソ

グラン・サッソ(Gran Sasso)は、アペニン山脈で最も高い山塊で、イタリア中部のアブルッツォ州にある。

## 概要
イタリア語で「大きな石」を意味し、1991年に周辺を含め「グラン・サッソ・エ・モンティ・デッラ・ラガ国立公園」として指定されている。
主要な山頂であるコルノ・グランデ(Corno Grande)とコルノ・ピッコロ(Corno Piccolo)の間にはヨーロッパで最も南にある氷河が見られる。
初登頂は1573年にボローニャ出身のフランチェスコ・デ・マルキ(Francesco De Marchi)による。
アペニン山脈をくぐりイタリア半島を横断する高速道路「アウトストラーダ A24」はここグラン・サッソを穿って建設されており、1984年に全長10kmを超えるグラン・サッソ・トンネルが開通した。このトンネルをアクセス道路として利用し、山塊の下に世界最大級の素粒子物理学研究施設が建設され、1989年に「グラン・サッソ国立研究所」として開設した。

## 主要な場所

### コルノ・グランデ
4つの頂上からなる山で、アペニン山脈において最も高い標高2,914mのヴェッタ・オッチデンターレを含む。

### コルノ・ピッコロ
コルノ・グランデの北西にある標高2,655mの山。

### カンポ・インペラトーレ
「皇帝の野原」を意味するカンポ・インペラトーレは、コルノ・グランデの南側の稜線上に所在する。麓のフォンテ・チェッレート地区（Fonte Cerreto, 行政上はラクイラ市に含まれる）からロープウェイが整備されている他、スキー場も整備されている。稜線上の広くなっている場所には国立公園指定前の戦前から営業しているホテル「カンポ・インペラトーレ」が一軒建っている。首相を解任、逮捕されたベニート・ムッソリーニは、このホテルに一時期幽閉されていたが、1943年9月12日にハラルト・モルス率いるドイツ軍の降下猟兵及び武装親衛隊による混成の特殊部隊がグライダーで降り立ち、ムッソリーニを救出した（グラン・サッソ襲撃）。